# مسجد المتولي
مسجد المتولي أو الطريني الكبير هو مسجد تاريخي في مدينة المحلة الكبرى يقع ما بين منطقة نقرة صابحة وشارع العمرية، أنشئه الشيخ أحمد بن علي بن يوسف الشهاب أبو العباس المحل والمعروف بالطريني الكبير، المتوفي في 813 هجري.
تبلغ مساحته فدانين وهو بذلك أكبر مساجد المحلة ومن أكبر مساجد محافظة الغربية، يتبع عمارة المسجد نظام الإيوان والأروقة، أكبر تلك الأروقة رواق القبلة الذي به خمسة صفوف ثم الرواق الغربي (أربع صفوف) ثم الرواق الشرقي (ثلاثة صفوف) وأخيرا الرواق الشمالي (رواقين)، ويقوم المسجد على إجمالي 149 عمود. 
يصل طول مئذنة الجامع إلى 74 متر ويحوطها أربعة قباب، بالمسجد منبر خشبي مطعم بالعاج والصدف. رمم المسجد في القرن التاسع عشر تحت إشراف شرفي بك ومحمد الجمل. للمسجد بابان أحدهما في الجهة الشرقية والأخر في الجهة الغربية. وبالمسجد مكتبة كبيرة في الركن الجنوبي الشرقي. سجل المسجد كأثر تحت رقم 10357 عام 1951 م.

## ثبت المراجع
- محمد، سعاد ماهر (1983). مساجد مصر وأولياؤها الصالحون. القاهرة: المجلس الأعلى للشئون الإسلامية. ج. 5.
- بصل، أحمد توفيق مصطفى (1993). "المحلة الكبرى قلعة صناعة النسيج في مصر". مجلة الفيصل. مركز الملك فيصل للبحوث والدراسات الإسلامية ع. 193.
- عبد الوهاب، حسن (2020). حول العمارة الإسلامية طرز ونماذج. وكالة الصحافة العربية.